# Луњако
Луњако (итал. Lugnacco) је насеље у Италији у округу Торино, региону Пијемонт.
Према процени из 2011. у насељу је живело 265 становника. Насеље се налази на надморској висини од 567 м.

## Становништво
Према резултатима пописа становништва 2011. у општини је живело 379 становника.
| 1936. | 1951. | 1961. | 1971. | 1981. | 1991. | 2001. | 2011. |
| ----- | ----- | ----- | ----- | ----- | ----- | ----- | ----- |
| 536   | 448   | 388   | 399   | 357   | 349   | 338   | 379   |